# Conemaugh
Le Conemaugh est une rivière des États-Unis d'une longueur de 113 km qui coule dans l’État de la Pennsylvanie. Il conflue avec le Loyalhanna Creek pour former la rivière Kiskiminetas.